# 2677 Joan
2677 Joan је астероид главног астероидног појаса са пречником од приближно 20,59 .
Афел астероида је на удаљености од 3,137 астрономских јединица (АЈ) од Сунца, а перихел на 2,860 АЈ.
Ексцентрицитет орбите износи 0,046, инклинација (нагиб) орбите у односу на раван еклиптике 10,082 степени, а орбитални период износи 1897,146 дана (5,194 година).
Апсолутна магнитуда астероида је 11,60 а геометријски албедо 0,095.
Астероид је откривен 25. марта 1935. године.